# ماريولوجيا كاثوليكية
تضيف الكنيسة الكاثوليكية بشكل خاص عددًا من العقائد الأخرى لمريم إلى جانب العقائد العامة، فهي «شريكة في الفداء» من خلال موافقتها على الحمل بيسوع عندما طلب منها الملاك جبرائيل ذلك في البشارة، إلى الجانب تفسير لوقا 2: 34-35 بما يوافق كونها شريكة في الفداء؛ وهي «لاهوت الكنيسة» أي الحاضرة مع الجميع المراحل الهامة في الحياة الكنيسة منذ تأسيسها إلى الآن، وهي أيضًا «أيقونة الروح القدس»، لأنها الوحيدة التي حبلت من الروح القدس وليس من ذكر؛ بيد أن أشهر العقائد الكاثوليكية تجاه مريم هما الحبل بلا دنس والوردية المقدسة.

## الانتقال إلى السماء

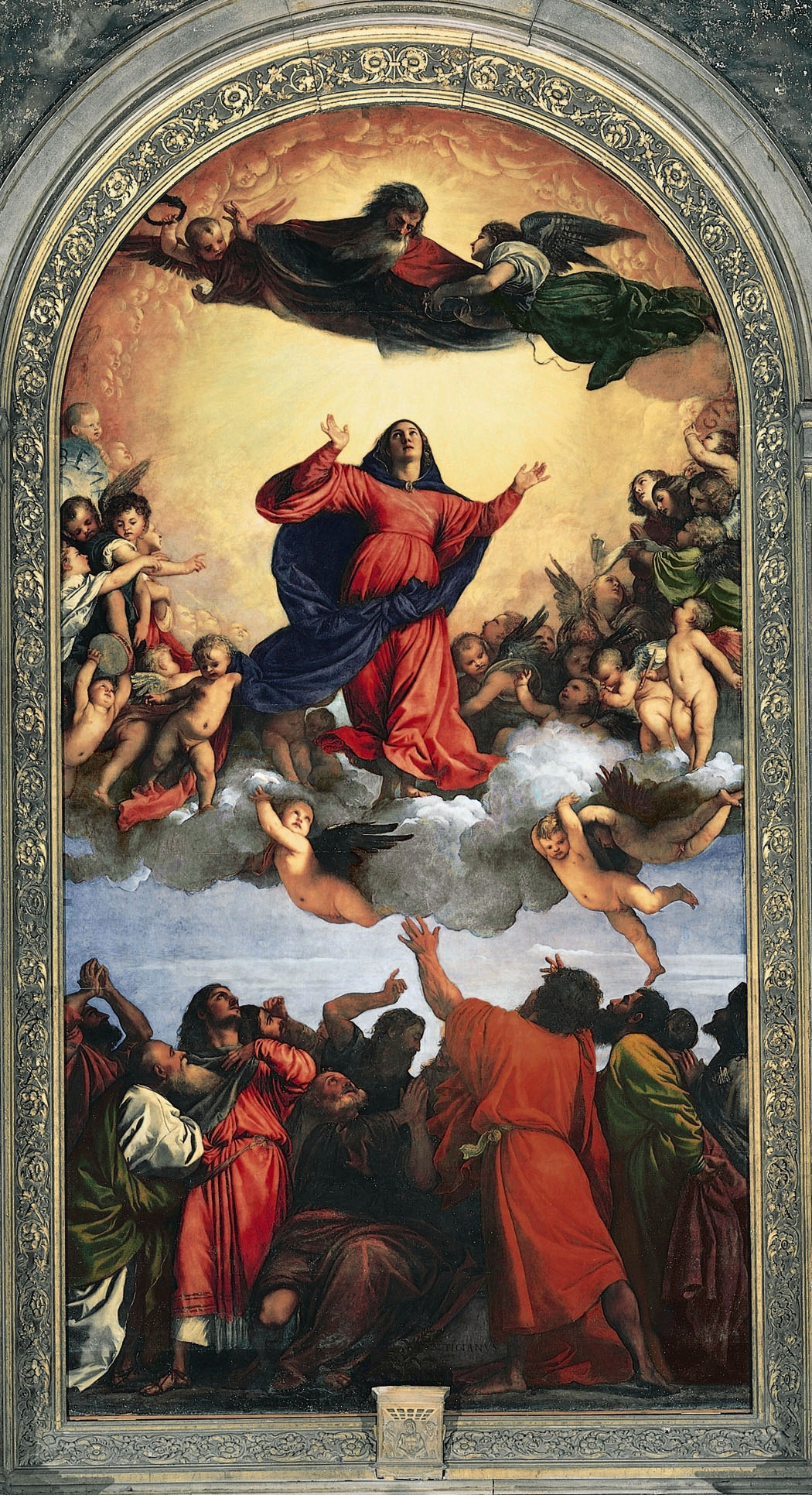
تيتيان استغرق عامين (1516-1518) لإنجاز جدارية انتقال مريم العذراء، المكونة من ثلاثة مستويات، وقد تكون أشهر الأيقونات المصورة للحدث.

عقيدة انتقال العذراء مريم بالنفس والجسد إلى السماء تعتبر أيضًا من أهم العقائد المريمية، وهي بدورها مشتركة بين مختلف الطوائف المسيحية وإن بأشكال مختلفة. أصول هذا الاعتقاد يعود للقرون الأولى ويظهر في كتابات آباء الكنيسة، والأساس الكتابي الغالب لها هو نشيد الأناشيد 2: 10. ويخصص يوم 15 أغسطس لتذكار هذه المناسبة، يسبقه صوم مدته أربعة عشر يومًا؛ غير أن هذه العقيدة لم تبحث في مجمع، وفي الكنيسة الكاثوليكية قام البابا بيوس الثاني عشر بإعلانها عقيدة رسمية في 1 نوفمبر 1950، بعد دراسة لاهوتية استمرت أربع سنوات،
يأتي هذا الاعتقاد في الكنيسة الكاثوليكية متوافقًا مع الرؤية المسيحية لدواعي الموت، فالإنسان يموت بسبب الخطيئة المتوارثة منذ آدم، وبصفة أن العذراء لم ترث هذه الخطيئة الأصلية فهي بالتالي لا داعي لموتها.
الكنائس الأرثوذكسية الشرقية والأرثوذكسية المشرقية وبعض الكنائس الكاثوليكية الشرقية يرون أن الانتقال قد تمّ بعد فترة قصيرة من وفاتها، فعندما توفيت حسب التقليد الشرقي في بستان الزيتون، وشهد الحدث من بقي حيًا من التلاميذ الاثني عشر، بعث جسدها بعد ثلاث أيام من جديد حيًا وانتقلت نفسها وجسدها إلى السماء، البعض من هذه الكنائس يرى أن جسدها انتقل إلى السماء من دون أن يبعث حيًا؛ تتعدد تفاصيل الروايات الأخرى باختلاف الأصول: فهي قدمت تذكارًا لتوما أحد التلاميذ الإثني عشر ممثلاً بحزام ثوبها، وبحسب القديس كيرلس الأورشليمي فإنها قد نقلت من بستان الزيتون إلى القدس ودفنت هناك، وتعتقد الكنيسة القبطية الأرثوذكسية أن الانتقال قد تمّ بعد عدة أشهر من وفاتها وليس بعد فترة وجيزة، أما الكنيسة الأنجليكانية فهي ذات موقف مختلف، فهي ترى أن الإنسان يفنى بعد موته حتى يوم القيامة والعذراء هي وحدها من لم تمت روحها، أي انتقلت روحيًا لا جسديًا.
تلتقي عقيدة انتقال العذراء بمختلف أشكالها مع النظرة المسيحية بكونها أولى المخلَّصين، كذلك تعتبر هذه المناسبة عطلة رسمية في عدد كبير من دول العالم.

## البتولية الدائمة

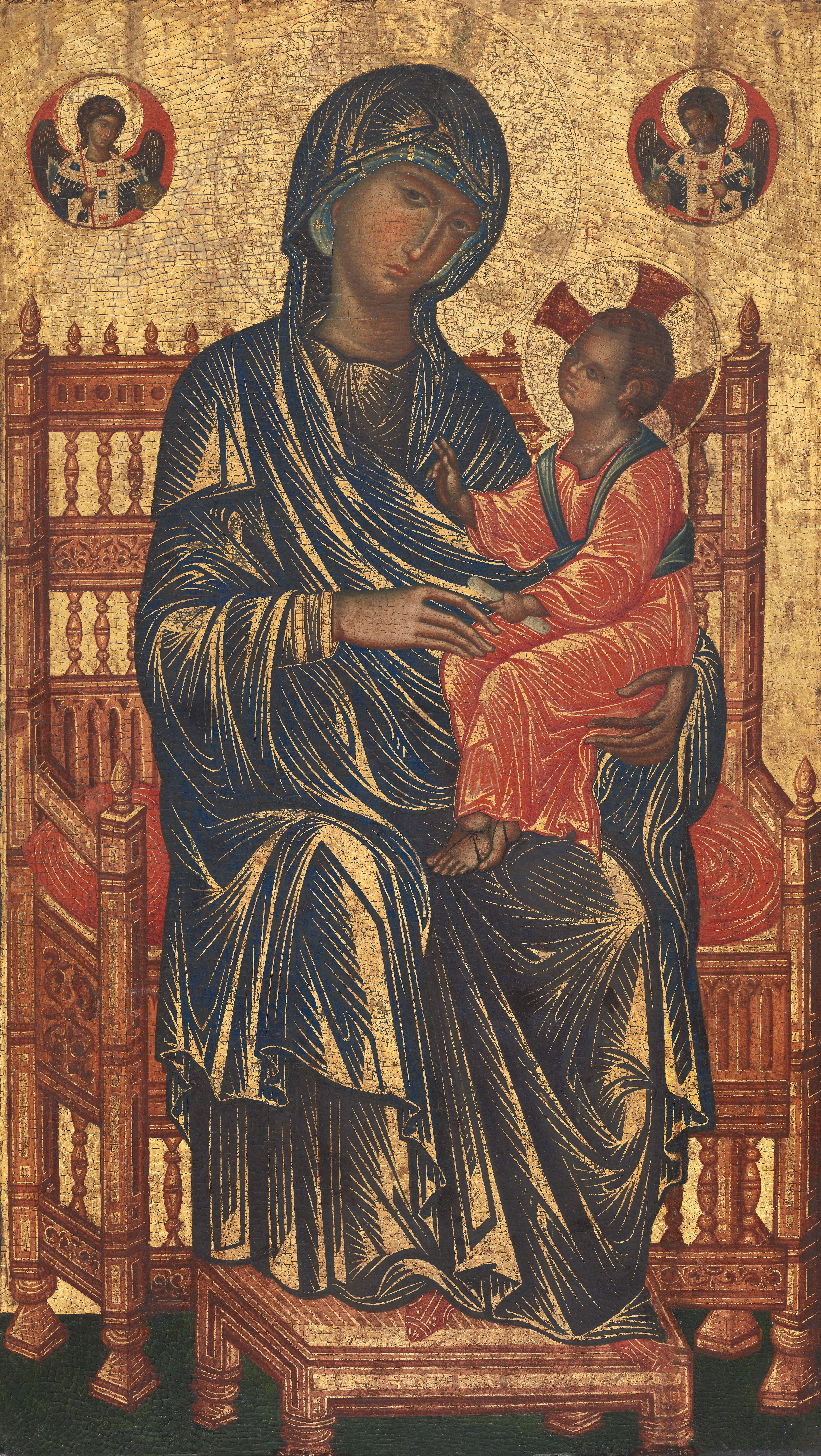
أيقونة “صاحبة الجلالة”، من الفن البيزنطي، وترقى للقرن الثالث عشر.

يعتقد المسيحيون أن مريم قد مكثت بتولاً قبل الميلاد وفي الميلاد وبعد الميلاد، ويعتبر هذا الاعتقاد أحد أركان الإيمان المسيحي لدى الطوائف التي تبجل مريم العذراء وأقدمها، إذ قد ظهر في الكتابات المبكرة منذ القرن الثاني ويمكن رؤية ما يؤيده في الأناجيل، وسوى ذلك فعندما دار الجدال حول تفسير متى 1/25: ولكنه لم يعرفها حتى ولدت ابنًا فسماه يسوع. أقر مجمع نيقية عقيدة الدائمة البتولية حسمًا لأي جدال فيها.
غير أن النقاش قد فتح مجددًا في أعقاب الانشقاق البروتستانتي في القرن السابع عشر معتمدين على آية إنجيل متى ذاتها، أما الطوائف التي تقر بعقيدة البتولية الدائمة فهي ترى أن لكلمة “حتى” معاني عديدة قد يدخل بها الزمن القادم أو لا وبالتالي لا يمكن الاعتماد عليها كدليل نهائي (انظر الحاشية للاستزادة)؛(4) خصوصًا أن مريم لم تناد أبدًا بأنها زوجة يوسف على الرغم من أنها الصيغة الشرعية والقانونية، غير أن مؤيدو نظرية عدم البتولية الدائمة للعذراء، يرون أن ما ذهب إليه إنجيل مرقس دليلاً على صحة آرائهم: أليس هذا هو النجار ابن مريم أخا يعقوب ويوسي ويهوذا وسمعان؟ أوليست أخواته تقيم عندنا.مرقس 9/6] بيد أن مؤيدو البتولية الدائمة يشيرون إلى أن كلمة “أخ” في المجتمعات السورية القديمة وكذلك في اللغة العبرية واللغة الآرامية تشمل جميع أبناء العائلة الواحدة لا تنحصر بالأشقاء فقط، وهكذا يدعى لوط أخًا لإبراهيم في سفر التكوين رغم كون إبراهيم عمه، يرى هؤلاء أيضًا ما يؤيد آرائهم، وهو أن اثنين من الأسماء الأربعة المذكورة في آية مرقس السابقة يذكرون في متى 56/27 أنهم أولاد مريم زوجة قلوبا إحدى قريبات مريم، هناك أدلة أخرى تؤيد هذه العقيدة فعندما ضاع يسوع في الهيكل بعمر اثني عشر عامًا لا نجد ذكرًا لإخوته، وخلال نزاعه على الصليب طلب من يوحنا بن زبدي رعاية أمه، وكان من باب أولى أن يعتني بها إخوته، هناك أيضًا عدد من نبؤات العهد القديم الذي وجد آباء الكنيسة أنها تشير إلى بتولية العذراء الدائمة: حزقيال 2/44، نشيد الأناشيد 12/4، أما القديس كيرلس الإسكندري ينحو منحى المقارنة للبرهان عن العقيدة: إن ملاكي القيامة لم يجسرا على الجلوس في المكان الذي وضع فيه الرب في القبر(إشارة إلى إنجيل يوحنا 12/20 حيث يذكر أن ملاكي القيامة جلسا الأول عند الرأس والآخر عند القدمين.)

## سيدة الحبل بلا دنس

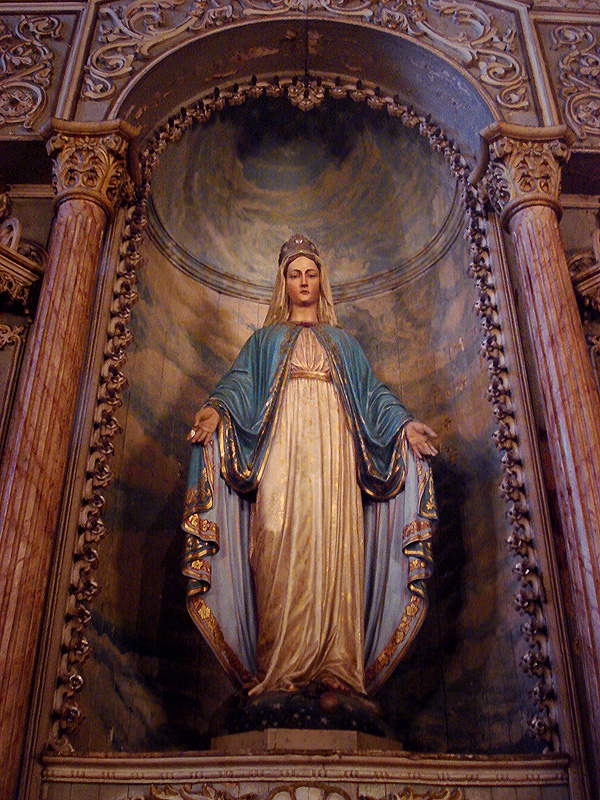
تمثال سيدة الحبل بلا دنس في كاتدرائية بورتو أليغري، البرازيل وهو يعود للقرن التاسع عشر.

تنص عقيدة الحبل بلا دنس، التي أقرها البابا بيوس التاسع عام 1854 أن العذراء مريم قد ولدت من دون أن ترث الخطيئة الأصلية، التي يرثها الجنس البشري، وذلك ليس بطاقاتها الذاتية بل باستحقاقات ابنها يسوع المسيح، إنما بنوع فريد قبل تبشيره وصلبه، وذلك منذ اللحظة الأولى التي تشكلت بها في بطن أمها؛ والهدف من العقيدة هو تبرئة العذراء من أي علاقة بالخطيئة؛ أي أنها طاهرة تماماً ليس لها خطية أصلية أو شخصية منذ اللحظة الأولى التي حبل بها وحتى وجودها كإنسان، نظراً للمكانة التي ستحتلها مريم، فعصمتها كاملة.
ترى الكنيسة الكاثوليكية أيضًا عدة شواهد من الكتاب المقدس تؤيد العقيدة مثل نشيد الأناشيد 7/4، يعتقد المسيحيون أن النبؤة السابقة تتعلق بمريم وبصفة أن لا عيب فيها، فمن ضمن العيوب الخطيئة الأصلية؛ وكذلك وصفها بالممتلئة نعمة في لوقا 28/1 فالامتلاء من النعم يشمل التخلص من الخطيئة الأصلية. هناك عدد آخر من الشواهد يرتكز على سفر حكمة يشوع ابن سيراخ وغيره من أسفار العهد القديم. إضافة إلى كتابات آباء الكنيسة الأوائل.
وفي حين رفضت الكنائس الأرثوذكسية المشرقية هذه العقيدة، فإنّ الأرثوذكسية الشرقية رفضت التشريع البابوي بوصف الحبل بلا دنس جزء من الإيمان ولا تحتاج لتحديد عقيدي خاص، أما مصلحو البروتستانتية ومنهم مارتن لوثر فقد قبل بالحبل بلا دنس وعصمة مريم، غير أن سائر البروتستانت فيرون أن العقيدة تدخل في إطار المهاترات اللاهوتية.

## سلطانة السماء والأرض

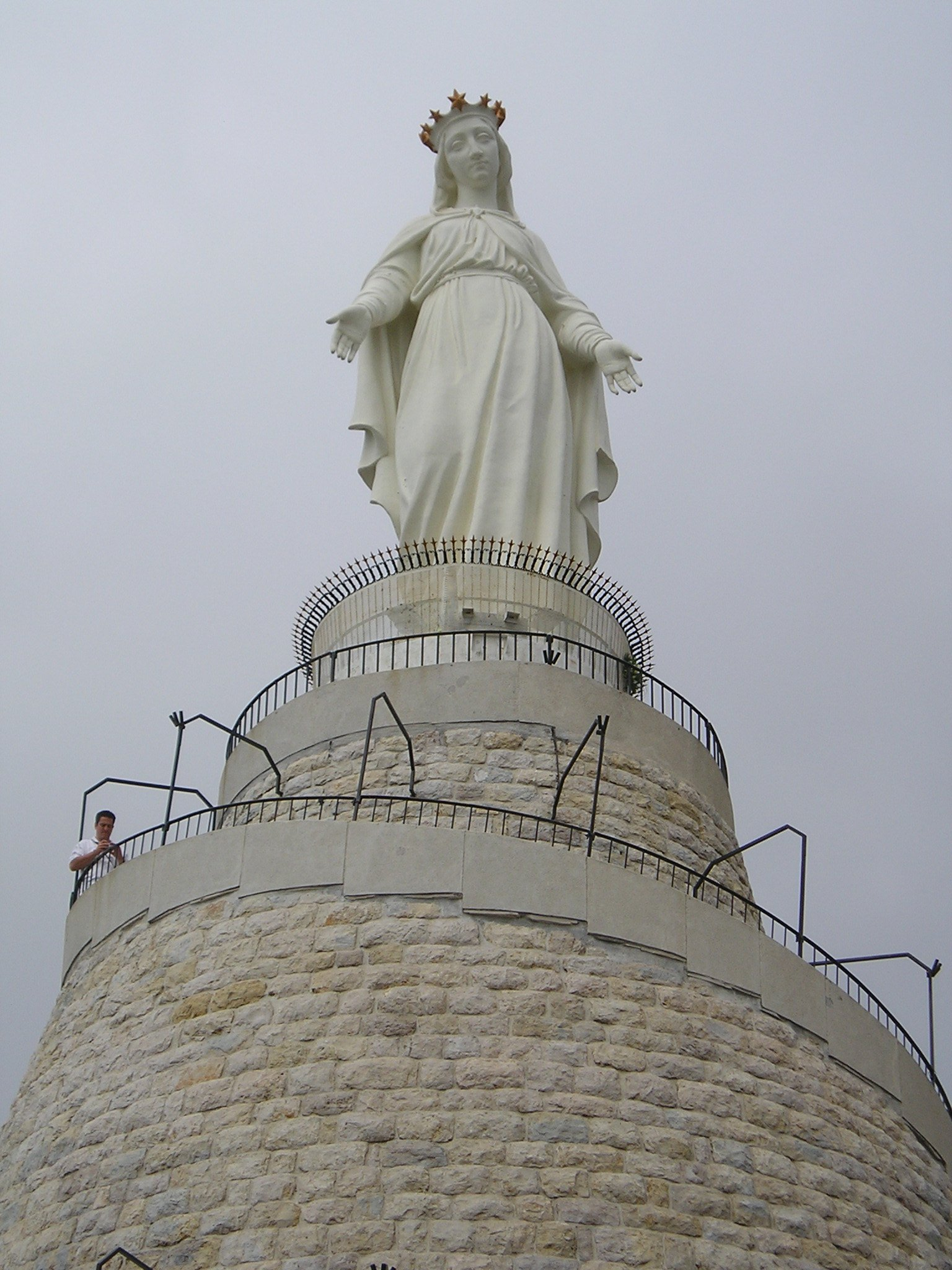
نصب سيدة لبنان حريصا، افتتح في 4 مايو 1908.

على الرغم من اختلاف المعتقدات المسيحية بكيفية انتقال العذراء إلى الملكوت، فإنها تجمع أنها قد باتت ملكة مكرمة فيها، ويشير البعض سفر المزامير: «جعلت الملكة عن يمينك بذهب وفير»،مزمور 9/45] بوصفها نوع من النبؤة، أما الأساس الكتابي هو ما ورد في سفر الرؤيا: «امرأة لابسة الشمس والقمر تحت قدميها وعلى رأسها تاج من اثني عشر نجمًا».رؤيا 1/12] ولذلك تلقب مريم العذراء باسم ملكة السماء.
ويرتبط مفهوم سلطانة السماء والأرض بمفهوم الشفاعة «الصلاة للذين هم على الأرض». ويتضح دورها كشفيعة في العهد الجديد من خلال دورها في عرس قانا الجليل، حيث لعبت المحرك الأساس لاجتراح المعجزة. كذلك يتضح دورها كشفيعة في الظهورات المريمية اللاحقة التي يؤمن المسيحيون بصحة وقوعها، غير أنّ مفهوم شفاعة العذراء هي شفاعة عامة وليست شفاعة المسيح الكفارية(5)؛ وقد طوبت مريم كسلطانة للسماء والأرض مرات عديدة منذ آباء الكنيسة حتى أعاد البابا بيوس الثاني عشر في 1 ديسمبر 1942: «تكريس العالم أجمع لقلب مريم؛ وأعلن بأن تكريس العالم لقلب مريم الأقدس يعني تكريس العالم لمحبة مريم العذراء».
هناك أيضًا التكريس المحلي عندما تكرّس بلد أو منطقة ما للعذراء بغرض نيل شفاعتها في المعتقدات المسيحية، كتكريس بلجيكا، وتكريس المكسيك، وتكريس لبنان على يد البطريرك إلياس حويك. تضيف الكنيسة الكاثوليكية بأن مريم هي سلطانة المطهر، كما أعلن البابا بيوس الحادي عشر سنة 1930.

## ثيوتوكس: والدة الإله
| نعظمك يا أم النور الحقيقي، ونمجدك أيتها العذراء القديسة، يا والدة الإله، يا ثيوتوكوس، لأنك ولدت مخلص العالم، فأتى وخلص نفوسنا. |
| —قانون إيمان مجمع أفسس 431. |

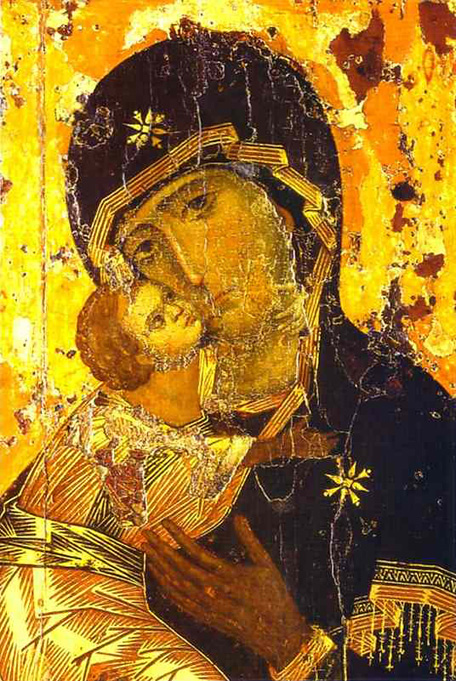
أيقونة ثيوتوكس فلاديمير أي والدة الإله سيدة فلاديمير.

لا يمكن اعتبار رفض نسطور بطريرك القسطنطينية تسمية مريم والدة الله، مرتبطًا بها بشكل مباشر، بل إن نسطور وكذلك الكنائس التي لا تزال تتبع عقيدته وهي كنيسة المشرق الآشورية وكنيسة المشرق القديمة يقرون مبدأ تبجيل العذراء وإكرامها؛ غير أن الخلاف الناشئ حول اللقب يأت من الخلاف حول يسوع نفسه؛ آمن نسطور كسائر المسيحيين بالثالوث الأقدس لكنه رفض اعتبار الابن ثاني الأقانيم الإلهية حسب المعتقدات المسيحية هو يسوع، بل ظهر الابن أو تجلى في يسوع وقت العماد، وبناءً على نظرته نحو يسوع وجد نسطور أن لقب “والدة الله” يعتبر هرطوقيًا وأنه يجب استبداله بلقب “والدة المسيح”.
عندما أدان مجمع أفسس عام 431 العقيدة النسطورية أقر رسميًا استعمال لفظ «ثيوتوكوس» (باليونانية: Θεοτόκος) للإشارة إلى مريم العذراء، تترجم في اللغة العربية غالبًا بوالدة الله أو أم الله أو والدة الإله، وتعني حرفيًا في اللغة اليونانية مانحة الإله. أضاف المجمع أيضًا القسم الأخير من السلام الملائكي الصلاة الأشهر للعذراء في المسيحية، وهو: يا قديسة مريم، يا والدة الله، صلّي لأجلنا نحن الخطأة الآن وفي ساعة موتنا. آمين. كإقرار من آباء الكنيسة بمصطلح والدة الله وبعقيدة شفاعة العذراء.
لا يشير المصطلح في العقيدة المسيحية إلى أن العذراء ذات طبيعة إلهية أو أنها إله لكونها قد أنجبت الإله، بل يشير أنها حبلت وأنجبت بيسوع الذي هو وفق المعتقدات المسيحية إله منذ الأزل، ولكونها قد حبلت بالإله تستحق أن تنادى والدة الله، وقد دعيت به صراحة في لوقا 46/1 وورد أيضًا في مجمع الإسكندرية المحلي الذي انعقد عام 320 لإدانة الآريوسية.

## الوردية المقدسة
المسبحة الوردية المقدسة هي صلاة مريمية في الكنيسة الكاثوليكية تمثل «مختصر الإنجيل»، متألفة من خمسة عشر بيتًا يتأمل خمس منها في الفرح والحزن والمجد، وقد أضاف يوحنا بولس الثاني خمسة أسرار جديدة تتأمل في النور.
أصل المسبحة الوردية يعود للقرون الوسطى، حين استعاض الرهبان عن تلاوة مزامير داوود بتلاوة سلام ملائكي، ويعود للقديس دومنيك القسمة إلى خمسة عشر بيتًا، ثم ساهمت الرهبنة الدومينكانية التي أسسها في نشر هذه الصلاة، ثم اختصرت إلى الثلث أي خمسة أسرار موزعة حسب أيام الأسبوع والسنة الطقسية.
أما عن أصل التسمية فالوردية اشتهرت قبل القديس دومنيك باسم المزامير المريمية، ولاحقًا دعيت باسم الوردية لأنها تعاليم الكنيسة الكاثوليكية أشبه بالورود المقدمة. اهتم البابوات المتعاقبون بالوردية فخصص لها بيوس الخامس عيدًا في 7 أكتوبر، وأضاف غريغوري الثالث عشر إلى ألقاب العذراء لقب “سلطانة الوردية المقدسة” سنة 1573، ثم خصص إينوسنت الحادي عشر عام 1683 شهر أكتوبر برمته لمريم سلطانة الوردية، أما ليون الثالث عشر فقد أصدر اثني عشر إرشادًا رسوليًا(7) خلال حبريته للإشادة بالوردية ودورها، وكذلك فعل البابا بيوس التاسع وبيوس الحادي عشر وبولس السادس وأخيرًا الإرشاد الرسولي الذي أصدره يوحنا بولس الثاني عام 2002 حول المسبحة الوردية. تعتقد الكنيسة الكاثوليكية أيضًا أن العذراء في ظهوراتها قد طلبت تلاوة الوردية بكثرة، كما حصل في ظهور لورد وظهور فاطمة وظهور سان دميانو.